# Baie de stockage
Pour les articles homonymes, voir Baie.
 (novembre 2016).

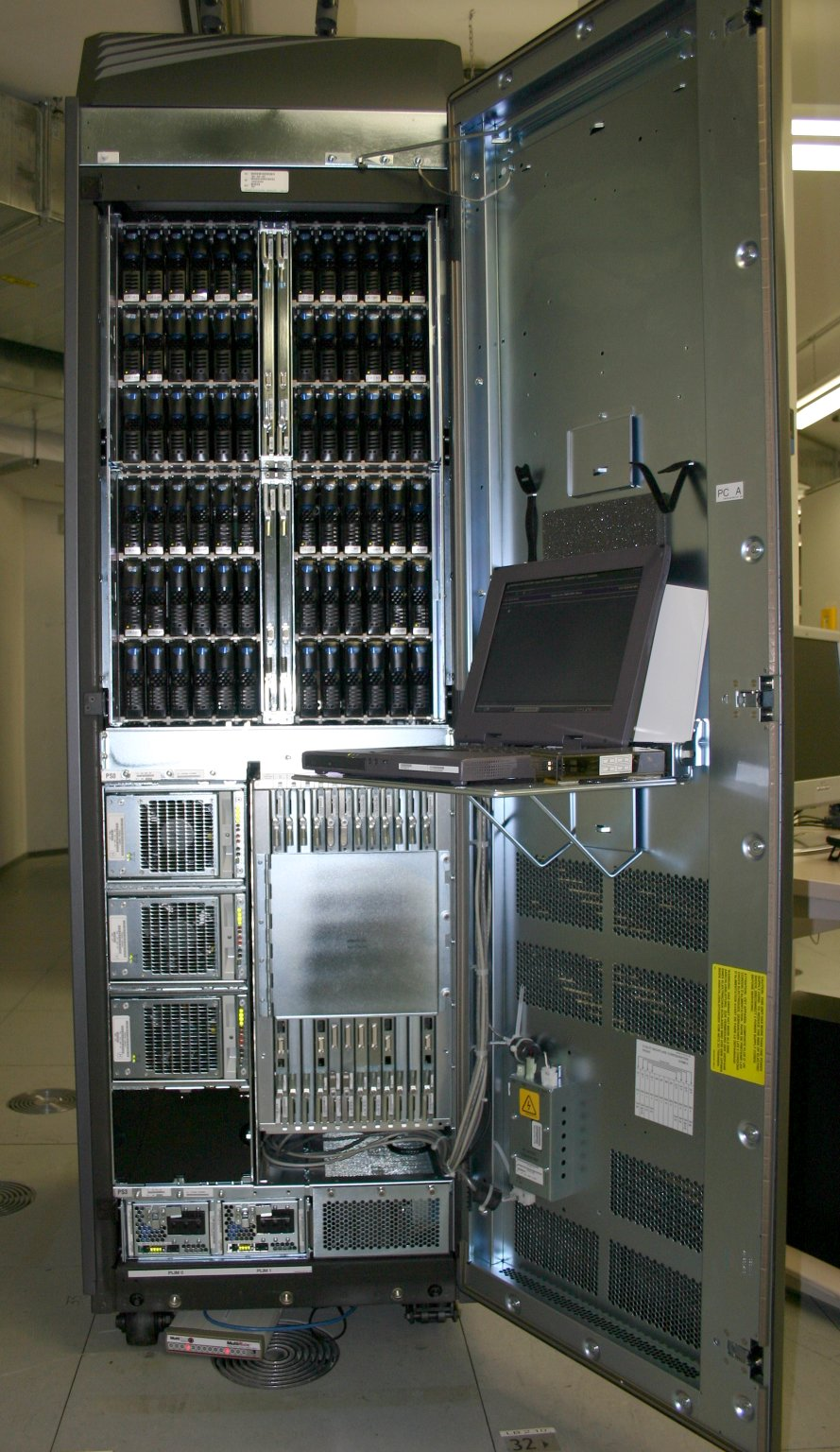
Une baie de stockage EMC Symmetrix DMX1000.

En informatique, une baie de stockage (disk array en anglais) est un équipement composé d'un ensemble de disques regroupé (standard ou dense), un ou plusieurs contrôleurs composés de ports de liaisons avec les serveurs d'application, d'un bus (InfiniBand, RapidIO, PCI ou PCI Express) ou d'une matrice de commutation (Switch ou Crossbar switché) interne d'échange, de mémoire cache, de CPU de traitement et d'une suite logicielle de gérance des composants et des fonctionnels embarqués, comme la création de prise d'image (Snapshot), de miroir (ou clone) local ou distant (réplication). La suite logicielle est basée sur un système d'exploitation embarqué (Windows, Linux ou propriétaire) en micro-code ou non. Au regard du contenu matériel et logiciel, une baie de stockage peut être considéré comme un serveur spécialisé et totalement intégré, dont l'objectif principal est de servir des espaces sécurisés de stockage vers des serveurs d'applications.

## Système de stockage

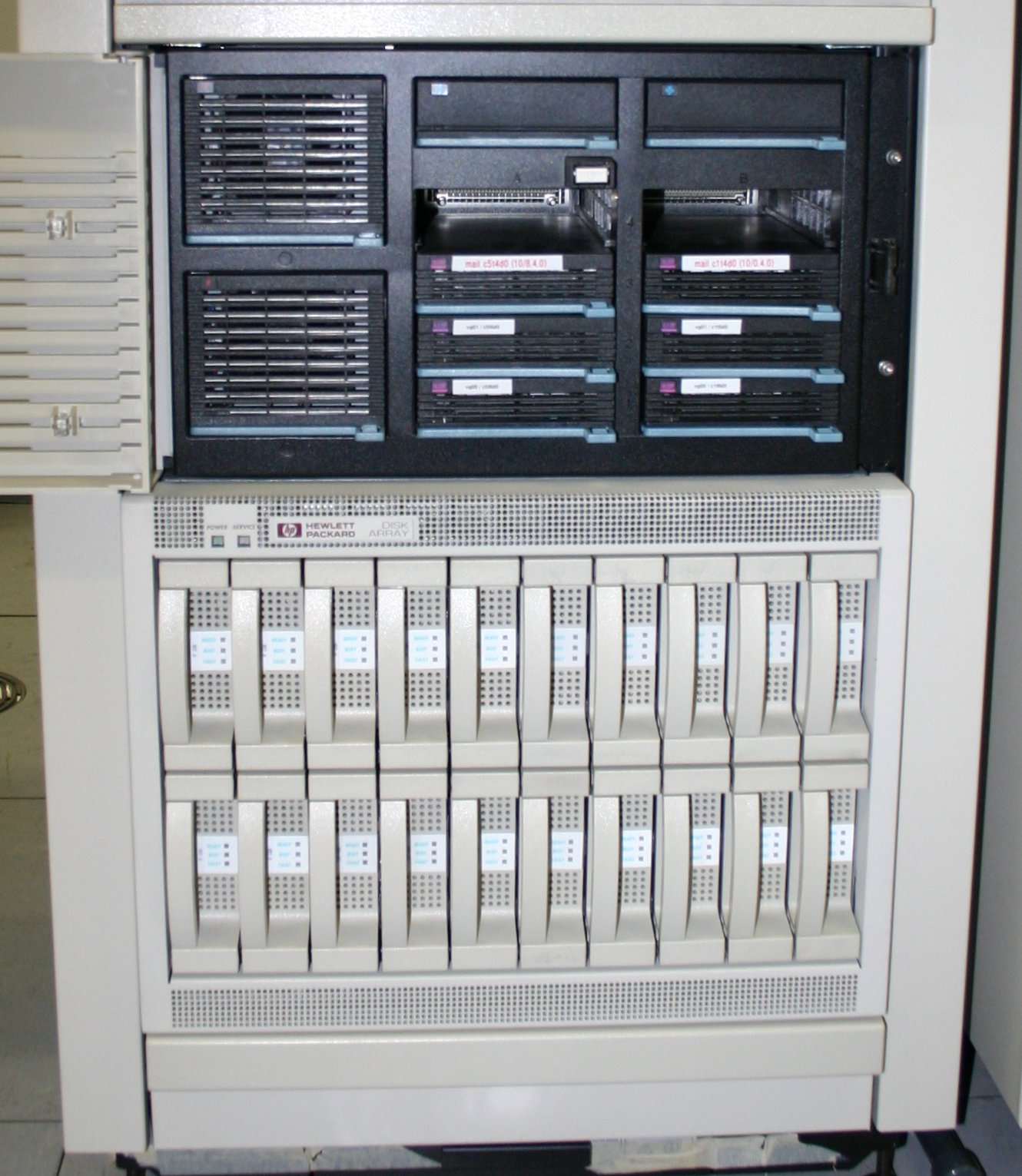
Baie de disques HP (2006).

Les baies de stockage permettent de gérer de grandes quantités de données, généralement au travers d'une architecture dite SAN FC (mode bloc) ou NAS (mode fichier). La différenciation SAN et NAS peut être confuse puisque les offres commerciales englobent les deux au travers de stockage dit unifié, pourtant la finalité des deux architectures est bien différente. Elle est guidée par les protocoles (accès bloc : Fibre Channel, FICON, ESCON, iSCSI - accès fichier : NFS, CIFS, FTP, HTTP, WebDAV, etc.) et leur mode de gestion. Un partage CIFS/NFS ne fait qu'utiliser un espace de stockage SCSI géré par un système de fichiers. L'unification mise en avant par les offres marketing n'a donc pas de justification technique directe. Il y a tout de même une recherche d'unification et de rationalisation, au moins au niveau du transport physique, et le protocole FCoE (Fibre Channel over Ethernet) en est une illustration. L'objectif est d'utiliser différents protocoles d'échanges de données via un même port physique.

## Technologie disques et performances
Le support physique des données repose la plupart du temps sur des disques FC, SAS ou SATA, de grande capacité mais moins performants. Ces types de disque ont été complétés par l'arrivée de la technologie SSD. Les disques sont organisés en groupes, permettant en particulier d'optimiser les performances. Les principaux facteurs influant sur les performances globales des baies de stockage sont la taille du cache et surtout le nombre d'axes sur lesquels sont réparties les entrées/sorties. Des organismes indépendants ont mis au point des méthodes standardisées de mesure des performances, dont le SPC-1, qui permet de comparer entre elles différents types de baies.

### RAID disque
Les baies de stockage utilisent différentes techniques d'agrégat de disques, nommées RAID, assurant un premier niveau de protection et de performance. La performance d'une baie de stockage ne peut se résumer à la performance unitaire du disque. La technologie de bus du disque ainsi que la vitesse de rotation et la capacité entrent dans la composition d'une chaine de performance, mais les modes d'accès (nombre de liens, bus d'échange) et les choix de contrôleurs sont souvent bien plus importants.

### Fournisseurs
Les baies de stockage sont utilisées par tout type d'entreprise, de la TPE avec quelques To, jusqu'au centre de traitement de données. Généralement leur positionnement prix sont en relation avec leur niveau de performance et de disponibilité. Une baie de stockage avec une disponibilité dite de 100 % est surtout mise en œuvre dans des architectures haut de gamme (banque, assurance, télécommunication, etc.).
Les principaux fournisseurs de baies de stockage sont (par ordre alphabétique) : Dell (dont l'acquisition de EqualLogic), EMC, HP (dont l'acquisition de 3PAR), Hitachi (avec les séries AMS, USP, VSP et HCP), IBM, LSI, NetApp, Oracle (avec l'acquisition de SUN qui avait acquis StorageTek), Overland Storage, etc. La qualification de concepteur (ou fournisseur) de baie de stockage est souvent plus appropriée. En effet, à l'exception de quelques-uns, comme Hitachi, IBM ou LSI, la majorité de ces sociétés sont d'abord des éditeurs de logiciels, dans la mesure où tout leur savoir-faire se place dans le logiciel embarqué. C'est-à-dire un système de gestion des flux de données, embarqué au sein d'un matériel basé sur de technologies disques et bus fournies par d'autres industriels. Certains concepteurs de stockage basent d'ailleurs leur baie de stockage sur des serveurs traditionnel de type x86. Les valeurs mises en avant par les start-up du stockage, mais aussi par les constructeurs établis, sont en majorité dans l'innovation logicielle de gestion, comme le Dynamic Provisioning. Ces choix d'optimisation matérielle et d'augmentation de la valeur logicielle contribuent en partie à réduire les coûts de fabrication et à augmenter le fonctionnel.

## Sources et références
1. ↑  « Disques SSD : des baies de stockage plus performantes et plus fiables ? », sur ZDNet France (consulté le 20 août 2020).
2. ↑  (en) publib.boulder.ibm.com.
3. ↑  (en) storageperformance.org.